# Stereocaulaceae
Stereocaulaceae is een botanische naam voor een familie van korstmossen behorend tot de orde Lecanorales. Soorten van deze familie zijn wijdverbreid in gematigde boreale- en Australische gebieden.

## Geslachten
De familie bestaat uit de volgende geslachten:
- Hertelidea
- Lepraria
- Squamarina
- Stereocaulon
- Xyleborus